# Guru Josh
Paul Dudley Walden, mais conhecido como Guru Josh (Jersey, 6 de junho de 1964 – Ibiza, 28 de dezembro de 2015), foi um DJ, músico, empresário e produtor musical britânico, mentor do Guru Josh Project. 
É conhecido pelo single Infinity (lançado em 1989 e relançado em 1990) que entrou no top 5 das paradas do Reino Unido, da Alemanha, da Áustria, dos Países Baixos e da Noruega, durante a explosão da dance music na Inglaterra. Já sob o nome de Guru Josh Project, ele lançou uma nova versão do tema em 2008, que chegou ao n.º 1 na França, nos Países Baixos e na Islândia, para além de ter entrado no top 10 de mais países. 
Paul Walden faleceu em 28 de dezembro de 2015, em Ibiza. Se considerou que causa da sua morte foi suicídio. Walden batalhava contra uma depressão e vício em álcool e cocaína.

## Singles
| 1989                                    | Infinity (1990s...Time For The Guru)        | 5  | 2  | 5  | 4  | — | 3  | — | —  | — | 5 | — |
| 1990                                    | Whose Law (Is It Anyway?)                   | 26 | 12 | 18 | 14 | — | 30 | — | —  | — | — | — |
| 2008                                    | Infinity 2008 (como Guru Josh Project)      | 3  | 4  | 3  | 2  | 1 | 1  | 8 | 20 | 6 | 3 | 1 |
| 2009                                    | Crying In The Rain (como Guru Josh Project) | —  | —  | —  | —  | — | —  | — | —  | — | — | — |
| 2009                                    | Eternity (como Guru Josh)                   | —  | —  | —  | —  | — | —  | — | —  | — | — | — |
| 2010                                    | Frozen Teardrops (como Guru Josh)           | —  | —  | —  | —  | — | —  | — | —  | — | — | — |
| 2011                                    | Love of Life (como Guru Josh)               | —  | —  | —  | —  | — | —  | — | —  | — | — | — |
| 2012                                    | Infinity 2012 (como Guru Josh)              | —  | 14 | 10 | 16 | — | —  | — | —  | — | — | — |
| "—" denotes a single that did not chart |                                             |    |    |    |    |   |    |   |    |   |   |   |